# Дихлорид-фосфид диртути
Дихлорид-фосфид диртути — неорганическое соединение,
смешанная соль ртути
с формулой Hg2PCl2,
жёлтые кристаллы,
не растворяется в воде.

## Получение
- Нагревание в вакууме смеси красного фосфора и хлорида ртути(I):

{\displaystyle {\mathsf {Hg_{2}Cl_{2}+P\ {\xrightarrow {360^{o}C}}\ Hg_{2}PCl_{2}}}}

## Физические свойства
Дихлорид-фосфид диртути образует жёлтые кристаллы
моноклинной сингонии,

параметры ячейки a = 1,365 нм, b = 0,795 нм, c = 0,870 нм, β = 97,0°, Z = 8
(по другим данным
моноклинной сингонии,
пространственная группа I 2/m,
параметры ячейки a = 0,7643 нм, b = 0,7977 нм, c = 0,8539 нм, β = 115,23°, Z = 4
).
Не растворяется в воде и этаноле.
Под действием света разлагается, покрываясь налётом ртути.